# Банти, Анна
Анна Банти (итал. Anna Banti; 27 июня 1895[…], Флоренция[…] — 2 сентября 1985[…], Ronchi, Тоскана), урождённая Лючия Лопрести (итал. Lucia Lopresti), — итальянская писательница, искусствовед, критик и переводчик.

## Жизнь и труды
Анна Банти родилась во Флоренции. В юности жила в Риме, где посещала Римский университет, и в Болонье, прежде чем навсегда вернуться во Флоренцию. В университете она получила степень искусствоведа. Литературный псевдоним взяла в честь «исключительно красивой женщины», которую знала в юности. Банти вышла замуж за искусствоведа Роберто Лонги, и в 1950 году они основали и редактировали выходивший два раза в месяц художественный журнал Paragone. В течение следующих десятилетий она написала несколько рассказов и произведений, но наибольшую известность ей принес исторический роман о художнице Артемизии Джентилески. Одна газета даже озаглавила сообщение о смерти Банти словами «Прощай, Артемизия». Эта работа возродила интерес к творчеству и жизни художницы.
Автобиографическая работа Банти Un Grido Lacerante была опубликована в 1981 году и получила премию Антонио Фельтринелли. Помимо того, что Анна успешная писательница, она признана как литературный, кинематографический и художественный критик. После смерти Лонги в 1970 году она заменила его на посту редактора Paragone.

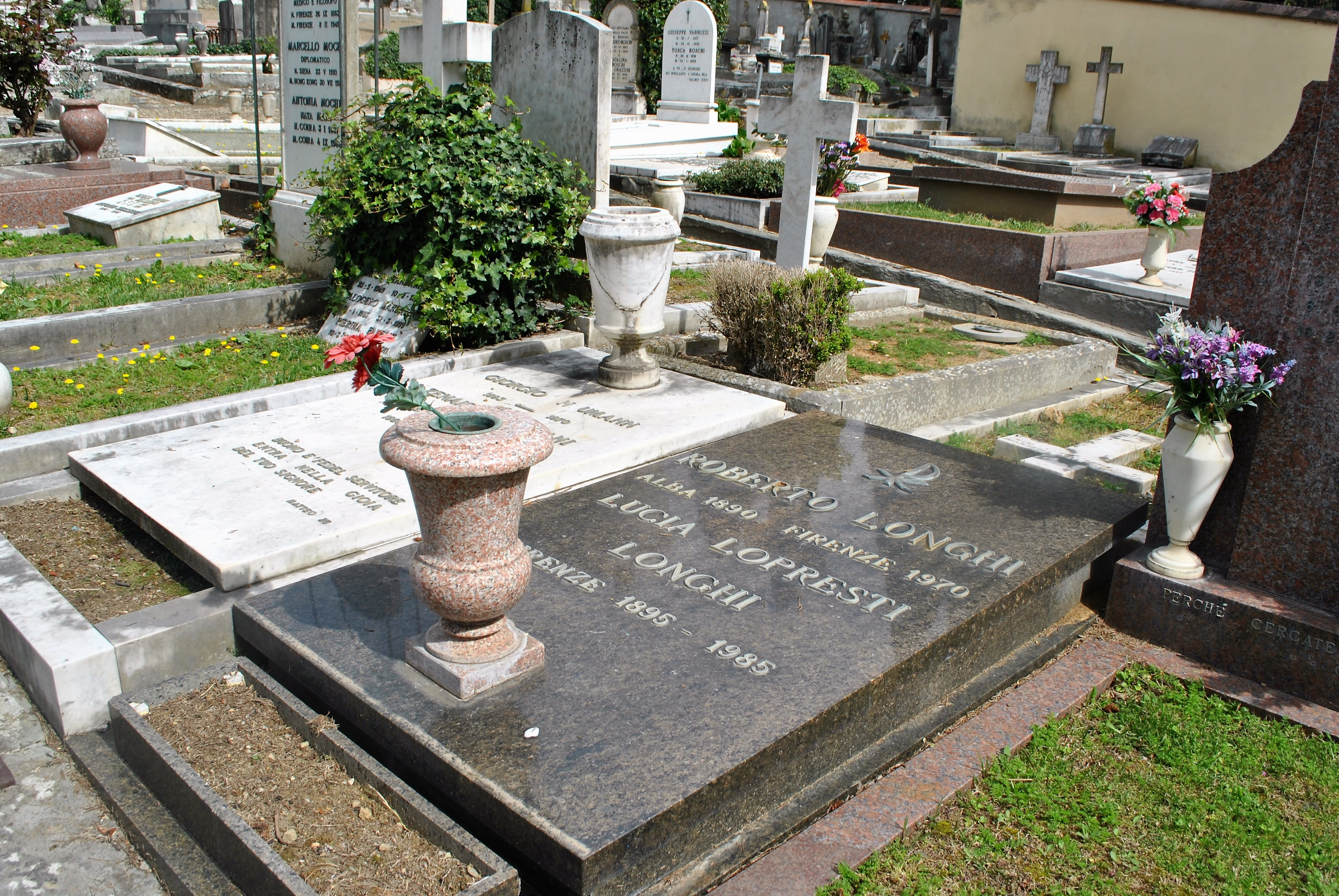
Могила Аллори, Роберто Лонги и Лючии Лопрести (Анны Банти)

Банти умерла 2 сентября 1985 года в Массе и похоронена в Cimitero degli Allori во Флоренции.

## Избранная фильмография
- Да, мадам[англ.] (1942)

## Награды
- 1972 Премия Багутта